# Otoney
Otoney, właśc. Otoney Raul Veloso Oliveira (ur. 19 lipca 1931 w Recife) – brazylijski piłkarz, występujący na pozycji napastnika.

## Kariera klubowa
Otoney występował w Vitórii Salvador i EC Bahia.

## Kariera reprezentacyjna
W reprezentacji Brazylii Otoney zadebiutował 15 września 1957 w przegranym 0-1 meczu z reprezentacją Chile, którego stawką było Copa Bernardo O’Higgins 1957. Drugi i ostatni raz w reprezentacji wystąpił 18 września 1957 w zremisowanym 1-1 meczu z reprezentacją Chile.